# قرار مجلس الأمن التابع للأمم المتحدة رقم 1839
قرار مجلس الأمن التابع للأمم المتحدة رقم 1839 المتخذ بالإجماع في 9 أكتوبر 2008.

## القرار
لم يتخذ المجلس أي قرارات أخرى من خلال عمله، رغم أنه أشار إلى أحدث تقرير للأمين العام، والذي أشار فيه أنه في أعقاب النزاع الروسي الجورجي الأخير في أوسيتيا الجنوبية، فأن منطقة مسؤولية بعثة مراقبي الأمم المتحدة في جورجيا غير واضحة.
ويوصي الأمين العام في التقرير بتمديد تقني للبعثة لمدة أربعة أشهر، عُهد بها على مدى السنوات الـ 14 الماضية بمهمة الإشراف على اتفاق وقف إطلاق النار بين حكومة جورجيا والانفصاليين الأبخاز في الجزء الشمالي الغربي من جمهورية جورجيا.

## روابط خارجية
- نص القرار في undocs.org